# Датская выпечка
Датская выпечка ― собирательное название традиционных датских изделий из слоёного теста.

## История
Происхождение датской выпечки часто приписывают забастовке среди пекарей в Дании в 1850 году. Эта забастовка заставила владельцев пекарен нанять рабочих из-за границы, в том числе нескольких австрийских пекарей, которые привнесли в национальную датскую кухню новые блюда и рецепты. По этой причине сами датчане называют эти блюда «wienerbrød» (венская сдоба).
С начала XX века датская выпечка также стала популярна в США.

## Ингредиенты
Датская выпечка готовится из дрожжевого теста, пшеничной муки, молока, яиц, сахара и большого количества масла или маргарина. В качестве начинки часто используют размятое с сахаром сливочное масло — ремонсе.
Отличительной особенностью датской выпечки является воздушное и хрустящее тесто.

## Галерея

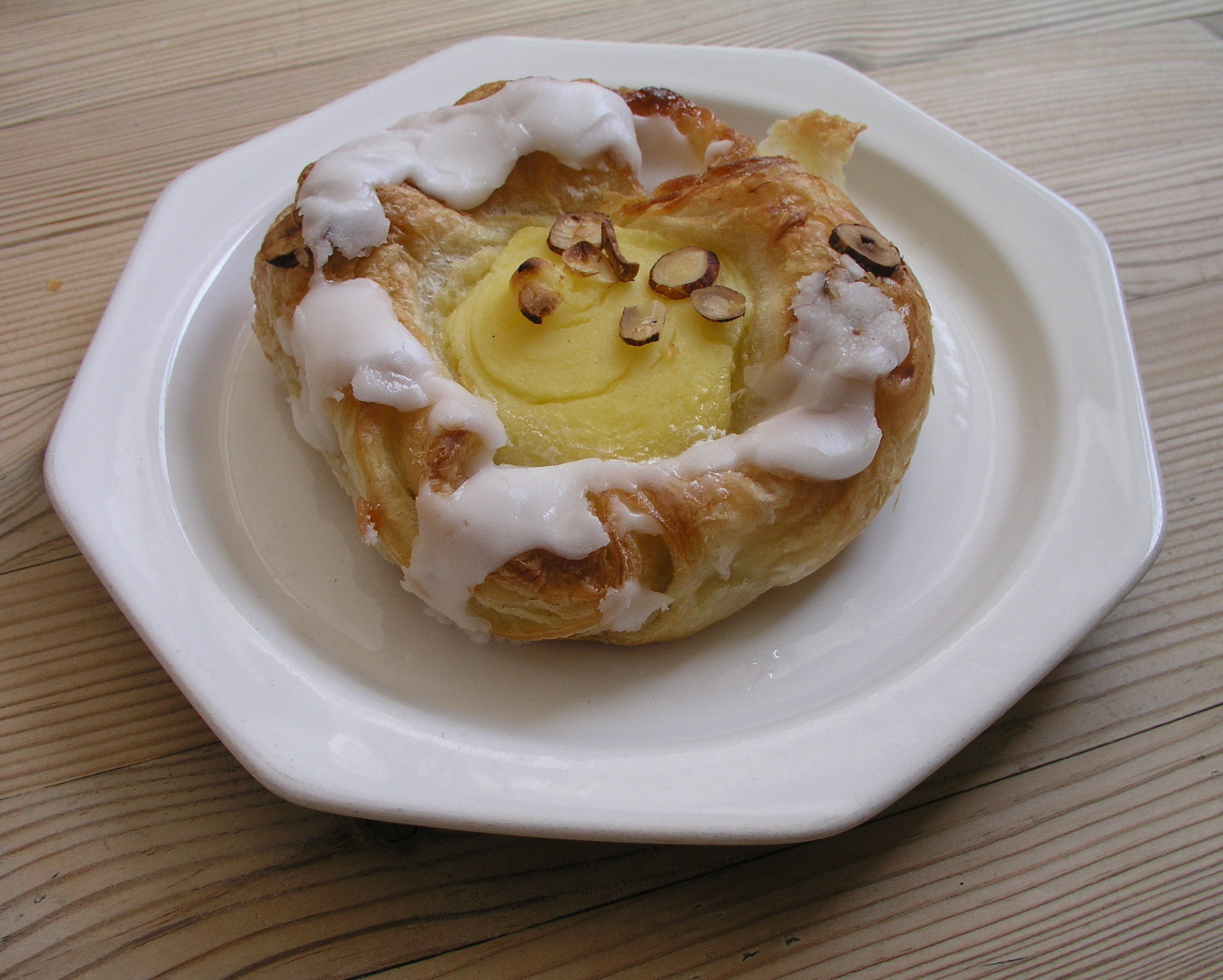
Шпандауэр с кремом
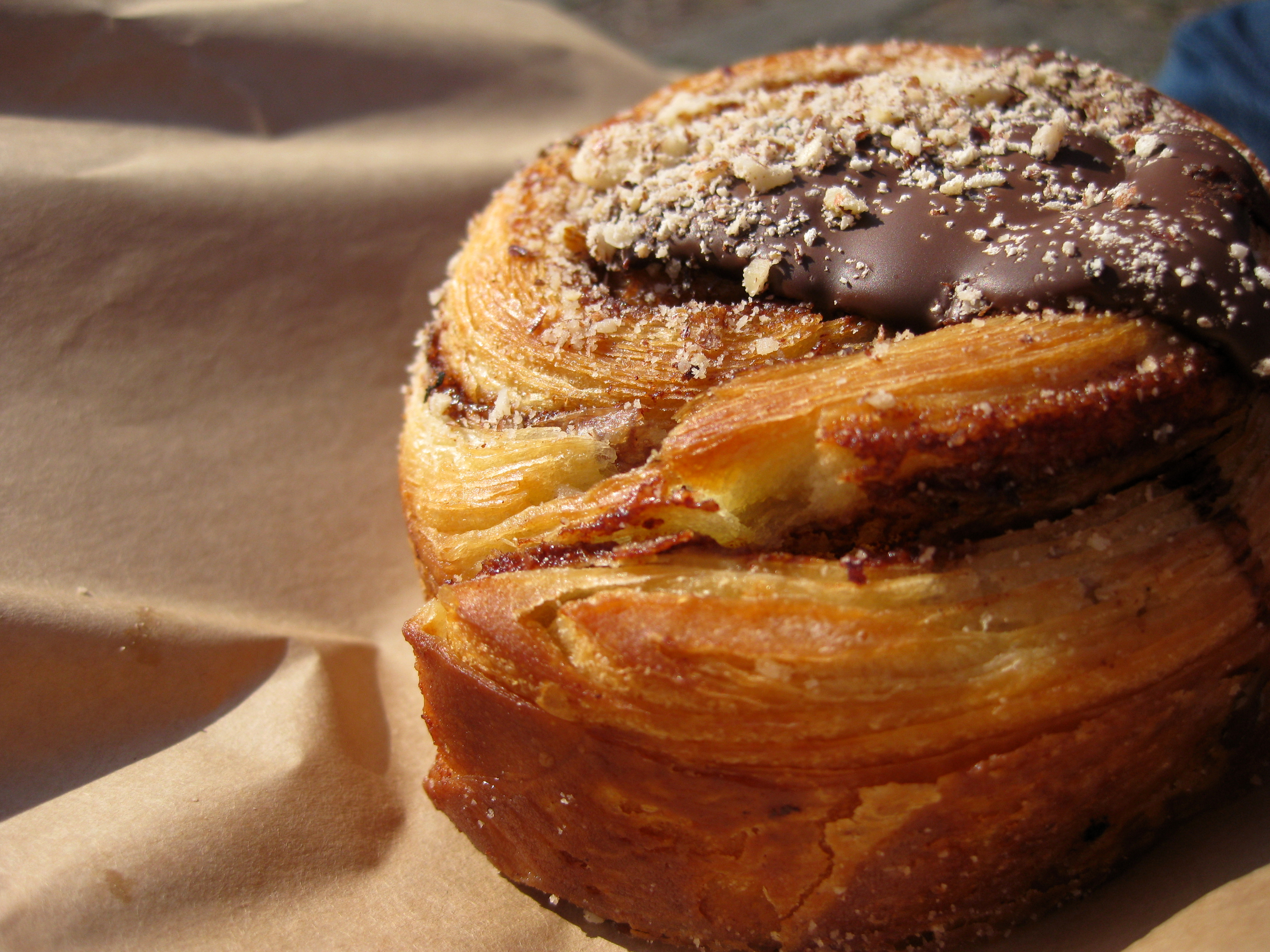
Датская улитка с корицей
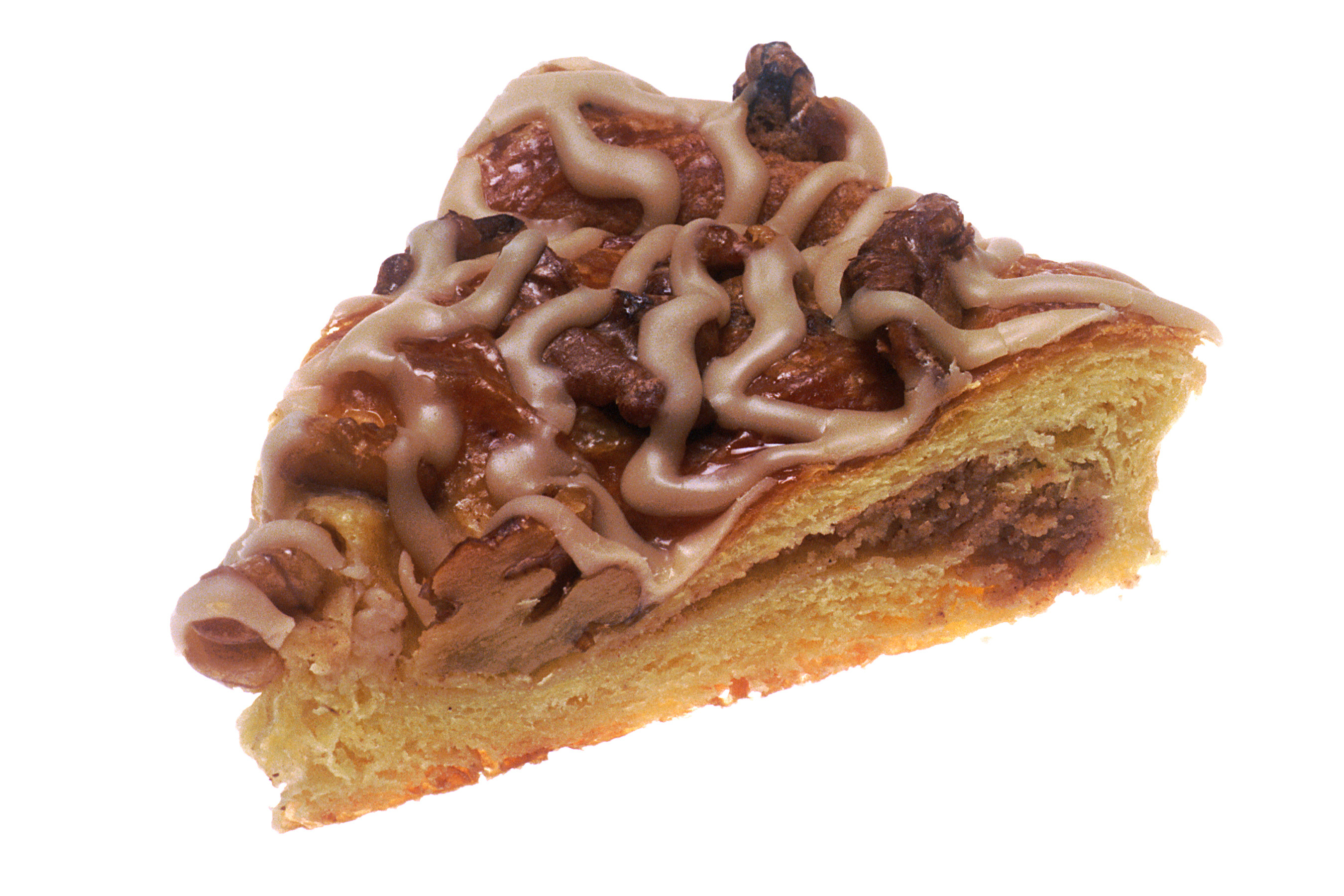
Датская выпечка